# Ellen Isenta
Ellen Valesca Isenta (* 19. März 1885 in Berlin; † 9. Oktober 1959 in Berlin-Steglitz) war eine deutsche Schauspielerin bei Bühne und Film.

## Leben und Wirken
Die Tochter eines Hamburgers und einer Polin wurde in Berlin geboren und wuchs in Hamburg und in Wien auf. Isenta, die mit 19 zum Theater stieß, begann ihre schauspielerische Laufbahn zunächst an minder bedeutenden Bühnen wie dem Parisiana-Ensemble und dem Kleinen Schauspielhaus (beides Wien). Im darauf folgenden Jahrzehnt, noch vor Ausbruch des Ersten Weltkriegs, tingelte sie durch die deutsche (Frankfurt/Oder), vor allem aber durch die k.u.k.-Provinz und trat an Theatern wie beispielsweise in Reichenberg, Brünn und Czernowitz auf.
Anschließend ließ sich Ellen Isenta endgültig in ihrer Geburtsstadt Berlin nieder und trat zunächst an kleinen Spielstätten wie dem Theater in der Kommandantenstraße auf. Zur selben Zeit (1920/21) begann Ellen Isenta auch regelmäßig vor die Kamera zu treten. Trotz sporadischer Filmtätigkeit blieb das Theater jedoch ihr Hauptbetätigungsfeld. In der Folgezeit wirkte sie an hauptstädtischen Bühnen wie dem Theater in der Behrenstraße, dem Metropol-Theater und dem Theater im Admiralspalast – Bühnen, die sie auch als Sängerin forderten. Sie ging auch auf Tournee (u. a. nach Amsterdam, Istanbul und Italien) und spielte Kabarett (z. B. an der Seite von Fritz Grünbaum) ebenso wie gastweise in der Operette.
Mit der Machtergreifung durch die Nationalsozialisten riss ihre berufliche Laufbahn abrupt ab; ob Ellen Isenta aus rassischen Gründen kaltgestellt wurde oder sogar emigrierte, kann derzeit nicht mit Sicherheit festgestellt werden. Kurz nach Kriegsende 1945 ist sie jedoch wieder als Schauspielerin in Deutschland nachzuweisen, als Ellen Isenta an Berlins Komödie wirkte und mit einer winzigen Rolle in einer DEFA-Produktion auftrat. Die gesamten 1950er Jahre, ihr letztes Lebensjahrzehnt, blieb die in Berlin-Steglitz ansässige Künstlerin jedoch ohne ein einziges Festengagement und damit weitgehend beschäftigungslos.

## Filmografie
- 1911: Leibeigenschaft (Kurzfilm)
- 1918: Herbstzauber
- 1921: Aus den Akten einer anständigen Frau
- 1922: Divankatzen
- 1924: Das Mädel von Pontecuculi
- 1925: Der Demütige und die Sängerin
- 1931: M
- 1947: Straßenbekanntschaft
- 1953: Gefährlicher Urlaub
- 1956: Der Prozeß Mary Duran (Fernsehfilm)